# Orenga
|  | Aquest article tracta sobre la planta. Si cerqueu l'exjugador de bàsquet, vegeu «Juan Antonio Orenga». |

L'orenga, herba musca o roca morera, és una planta aromàtica, perenne, de la família de les lamiàcies.

## Particularitats
És molt similar al marduix, però a diferència d'aquest normalment creix de forma silvestre.
És autòctona d'Europa, i és present a la regió mediterrània i al sud i centre d'Àsia. A la península Ibèrica rareja al País Valencià i manca a les Illes Balears, en canvi, a Catalunya l'orenga és freqüent a les vorades eixutes del bosc caducifoli, a la muntanya mitjana, des dels Pirineus al Baix Llobregat, i als Ports de Beseit.
Els productors tradicionals d'aquesta planta es troben a Grècia, Turquia, Espanya i França.

## Etimologia
Origanum prové del grec oros que significa 'muntanya' i ganos, 'alegria' fent referència a l'aspecte i flaire agradable d'aquesta planta. Del llatí ve el terme vulgare que significa vulgar.

## Hàbitat
L'orenga creix en terres poc fèrtils que pertanyen a zones caloroses. També es troba en boscos poc densos i a la vora dels camins. Floreix a partir del mes de maig, més tard ho fa a les àrees muntanyoses del nord i es manté així fins a l'octubre.

## Descripció morfològica
És una planta herbàcia, perenne, molt aromàtica i d'aspecte llenyós. La seva tija, erecta o ascendent, pot arribar fins als 75- 90 cm d'alçada i està ramificada a la part superior. Presenta un color groguenc, és una xic pilosa i és molt flairosa.
L'indument és pubescent.
Les fulles són petites, de fins a 4 cm de llargada per 2 cm d'amplada i lleugerament peciolades. Creixen en cada nus de la tija oposades entre si, el marge és sencer o lleugerament dentat i el limbe, és ovalat amb punts translúcids que corresponen a glàndules d'oli essencial.
La majoria són de color verd, excepte les superiors que poden tenir tonalitat vermellosa.
Les flors són hermafrodites i petites, de 4 a 7 mm. Són de color rosat amb tonalitats canviants entre el púrpura i el blanquinós. Es troben agrupades en inflorescències compostes paniculades, i estan protegides per bràctees ovades o allargades, apiculades, de color verd pàl·lid i, més o menys, el doble de llargues que el calze. La seva morfologia és molt diferent a la de les fulles. Les flors de l'orenga fan la seva aparició des de finals d'estiu fins mitjans de tardor.
El calze és groc, tubular i està format per cinc sèpals soldats. La corol·la, de color blanc o rosat, és bilabiada, amb un llavi superior format per 2 pètals i un d'inferior compost per 3 pètals. L'androceu està format per 4 estams i el gineceu és pluricarpel·lar cenocàrpic.
El fruit és un tetraqueni llis on els aquenis se separen quan arriben a la maduresa.

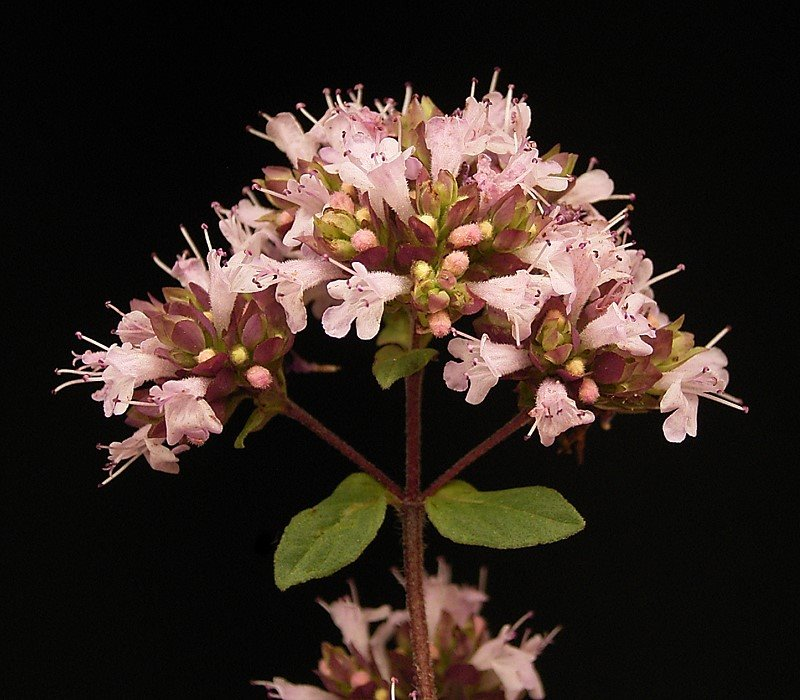
Detall de la flor

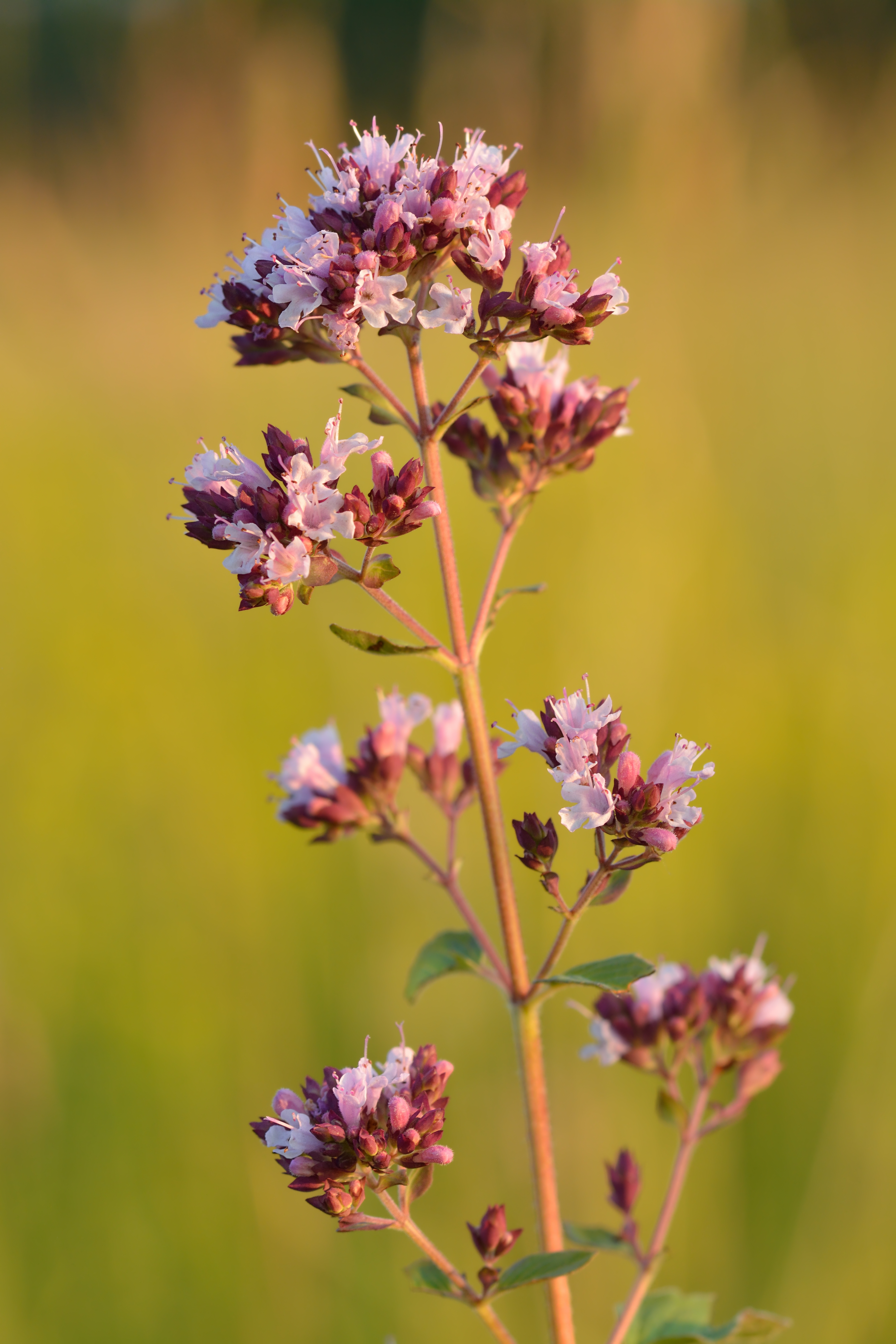
Floració

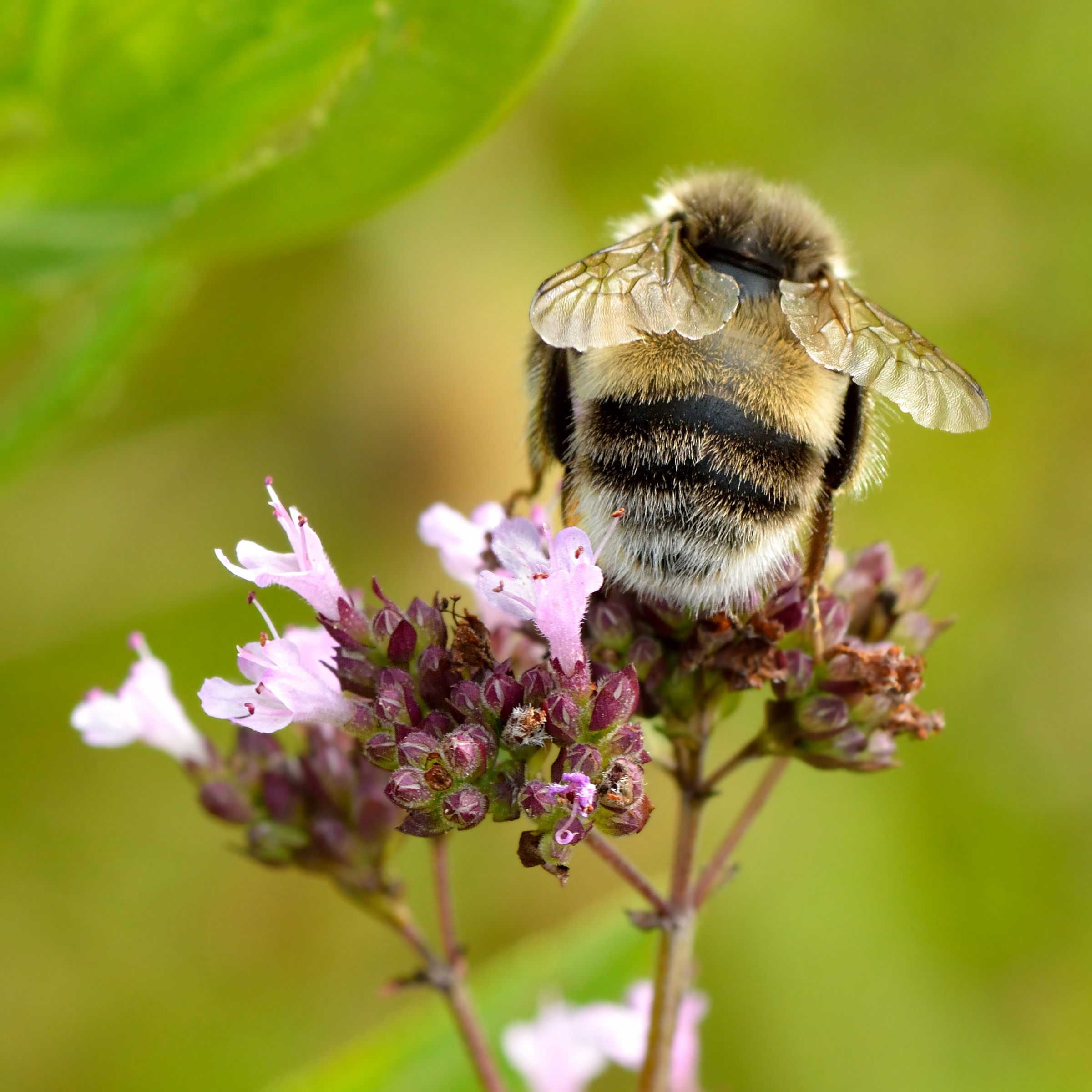

## Farmacologia
La droga d'aquesta planta són les summitats florides, encara que a vegades també se n'utilitza l'oli essencial.
Aquesta droga es recol·lecta a l'hivern, tallant les summitats florides, de tal manera que el tall quedi com a mínim a uns 10 cm sobre el nivell del sòl, per evitar les parts llenyoses i desfoliades.

### Composició química
- Oli essencial:[2] 0.15-0,90% de la planta seca.

El 90% de l'essència està composta per fenols: timol, terpineol i carvacrol.
A més, conté: hidrocarburs monoterpènics (limonè, α i β-pinè, p-cimè) i hidrocarburs sesquiterpènics (β-cariofilè, bisabolè).
- Altres: Àcids fenòlics (cafeic, rosmarinc, ursòlic, clorogènic), flavonoides (derivats del kaempferol, luteolina, apigenina, diosmetina), tanins, resina, principi amarg...

### Accions farmacològiques
L'oli essencial de l'orenga és utilitzat com: aperitiu, digestiu, carminatiu, colerètic, espasmolític, expectorant, antisèptic de les vies respiratòries, tònic general i diürètic. A nivell extern és analgèsic, cicatritzant, antisèptic i antifúngic.

### Usos medicinals provats
Certs estudis han demostrat les diverses accions farmacològiques de l'orenga:
- Activitat antioxidant

Els àcids fenòlics de l'orenga exerceixen activitat antioxidant, per la presència de tocoferols a la fracció no polar extreta amb hexà. Aquesta activitat antioxidant també es dona com a resultat de la inhibició de la quimioluminescència i generació de peròxids hidrogenats per part de l'àcid rosmarínic.
- Aparell Respiratori

L'essència de l'orenga presenta un efecte vagotonizant, això va motivar que fos utilitzada, en forma fluida i de xarop, com antiespasmòdic (Podkolzin A, 1986). De més a més, es va observar que l'administració d'aquesta, en forma endovenosa, als conills inhibia el desenvolupament de l'anomenat síndrome del destret respiratori; i això era gràcies a l'activitat antioxidant i anticomplementària de l'oli. (Nuytinck J, 1985).
- Activitat antimicrobiana

S'ha demostrat que l'oli essencial posseeix activitat antibacteriana, antimicòtica i antiviral. Un estudi realitzat a Alemanya va demostrar que l'orenga era un excel·lent fungicida per controlar el fong Aspergillus ochraceus i la producció de la micotoxina ochratoxina.
- Altres

Els principis amargs de l'oli essencial proporcionen un efecte eupèptic, i els àcids fenòlics una activitat colerètica. Al seu torn, l'oli essencial en conjunt presenta activitat diürètica lleu.

### Ús etnomedicinal
La infusió de les summitats aèries d'orenga és utilitzada sobretot en trastorns digestius i respiratoris com a antiespasmòdic, aperitiu, antiflatulent, expectorant i antitossiu.
Per via externa s'utilitza com a antisèptic, analgèsic i cicatritzant. També té un efecte sedant suau, tònic i emmenagog.
La infusió de flors d'orenga i flors d'eucaliptus combinades, es fa servir en casos d'asma d'origen nerviós.
Un altre mètode per a tractar trastorns nerviosos és la decocció en llet de les parts aèries de l'orenga.
La decocció de tota la planta és utilitzada a Colòmbia per al tractament de la diabetis.
En les comunitats indígenes del Cuzco la infusió s'aprofita per a normalitzar el cicle menstrual.
Per altra banda, al Marroc l'orenga és emprat en casos d'insomni, nerviosisme, esterilitat i com a galactogen.
Aquesta planta quan està picolada i escalfada s'usa en torticolis i torçades.
Una altra característica de l'orenga és que, quan s'empra en forma de gargarisme, és útil front a laringitis i amigdalitis.
Finalment, combinada amb romaní i farigola, se n'obté un oli que és antireumàtic.

### Formes Galèniques
- Infusió: 2-4%. S'administren 2-3 tasses diàries.
- Extracte fluid: S'administra uns 3-5 g diaris.
- Extracte sec: En relació 3:1, basant-se en 200-750 mg diaris.
- Oli essencial: S'apliquen en forma de gotes: 2-5 gotes en aigua, 2-3 vegades al dia.

### Efectes adversos i/o tòxics
En general l'orenga és una planta amb una toxicitat molt lleu; però en dosis altes, en tractaments crònics o en individus molt sensibles es poden produir certes reaccions adverses:
- Neurològiques/psicològiques. A vegades, però molt rarament, pot produir irritació, hiperexcitabilitat nerviosa, nerviosisme, insomni i fins i tot convulsions.

### Contraindicacions
No és recomanable subministrar l'oli essencial durant l'embaràs, la lactància, en nens més petits de sis anys i en pacients amb malalties neurològiques.
També és recomanable no administrar aquest oli en persones amb al·lèrgies respiratòries o amb hipersensibilitat a aquest oli essencial.
Finalment, tampoc no es pot receptar formes de dosificació amb contingut alcohòlic per administració oral a infants menors de dos anys ni a consultants en període de deshabituació etílica.

## Alimentació

### Ús gastronòmic
La seua aroma recorda alhora la de la menta i la de la sajolida. Pot constituir un agut additiu per a les amanides vegetals, ja que combina molt bé amb el tomàquet, però és sobretot l'herba clàssica per a condimentar carns. Dona un gust molt fi als estofats, a les salses per a pasta, a les pizzes i empanades de carn i, fins i tot, als bistecs a la planxa fregats amb l'herba abans de coure'ls. Uns quants branquillons dins d'una ampolla d'oli o de vinagre els transmeten la seua fragància. L'oli també es fa servir com a antioxidant en l'elaboració d'embotits i altres derivats de la carn.

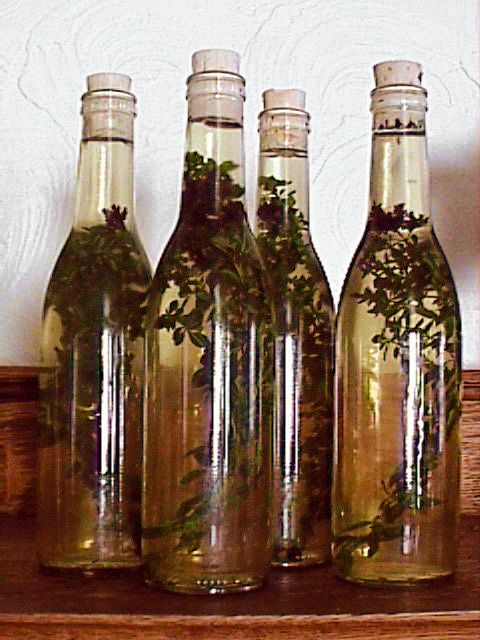
branquillons dins d'una ampolla de vinagre o d'oli

### Aportació nutricional
Cada 100 grams d'orenga en estat fresc conté: 250 calories, 50 g de carbohidrats, 10 g de proteïnes, 10 g de greixos, 10 g de fibra, 120 mg de calci, 33 mg de ferro, 150 mg de fòsfor, 1250 mg de potassi, 52 U. I de provitamina A i 0.5 mg de vitamina B1.
Cada 100 grams d'orenga en estat sec conté: 20 calories, 3,1 g de carbohidrats, 0,4 g de greixos, 0,8 g de fibra, 32 mg de calci, 4 mg de ferro, 8 mg de fòsfor i 590 mg de potassi.

## Història
Aquesta planta a causa de la seva flaire i el seu aspecte se solia utilitzar com a aperitiu amarg, tònic i desinfectant de ferides.
A la Grècia antiga es considerava que l'aparició d'una flor d'orenga al costat d'un sepulcre augurava felicitat i pau eterna per a la persona que hi era enterrada, per aquest motiu, tant romans com grecs tenien el costum d'adornar amb poms d'orenga els caps dels morts. Al seu torn, els romans també utilitzaven aquesta planta per a decorar les cases de família.
A més d'aquesta utilitat els grecs la feien servir per tractar convulsions i enverinaments greus.
Va ser introduïda a Anglaterra gràcies als romans, durant l'època de la conquesta. Allà se'n va començar a fer ús contra el catarro i la tos convulsa.
També va ser utilitzada en alguns països europeus per a aromatitzar la cervesa.
Actualment, l'orenga es cultiva en horts i jardins, però des de l'antiguitat, tant la subespècie típica (vulgare) com la subespècie virens s'obtenien per la trasplantació d'aquesta planta, del camp o de llavors recol·lectades, cap a poblacions silvestres.

## Legislació
Les summitats florides d'orenga estan registrades com a droga oficinal en diverses farmacopees, mentre que la FDA nord-americana la considera suplement dietètic (Mc Caleb R., 1993).
L'Associació Americana de Productes Herbaris la categoritza en classe 1, això és un indicatiu de seguretat humana en les dosis adequades (McGuffin M. 1997).
Fins al moment, la planta sencera es troba dintre del llistat d'herbes no aprovades per la Comissió <<E>> de Monografies d'Alemanya.
Els Ministeris de Sanitat de Bolívia, Colòmbia i Espanya han autoritzat la utilització de fulles i flors d'orenga en medicina humana (García González M., 2000).

## Observacions

### Època de recol·lecció
Abans de començar l'estiu, quan la planta està a punt de florir, se'n cullen els brots tendres i les fulles. Es poden conservar un cop assecats a l'ombra, en un lloc airejat perquè el procés sigui ràpid.

### Altres usos de l'orenga
L'oli essencial s'usa en la perfumeria (per a donar olor a determinats sabons), en cosmètica i en farmàcia (per a l'elaboració de pomades i cremes dermatològiques).

## Galeria

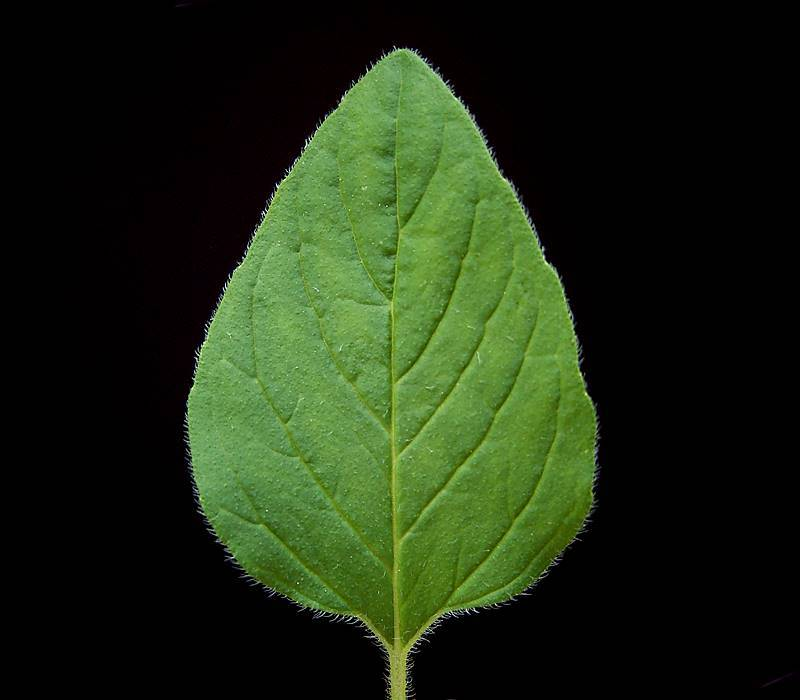
detall de la fulla
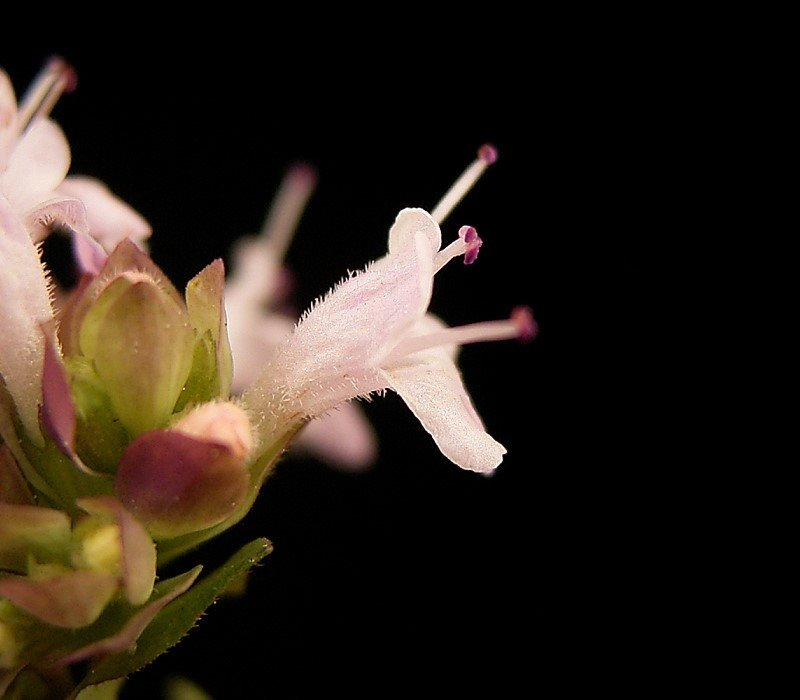
detall de la flor
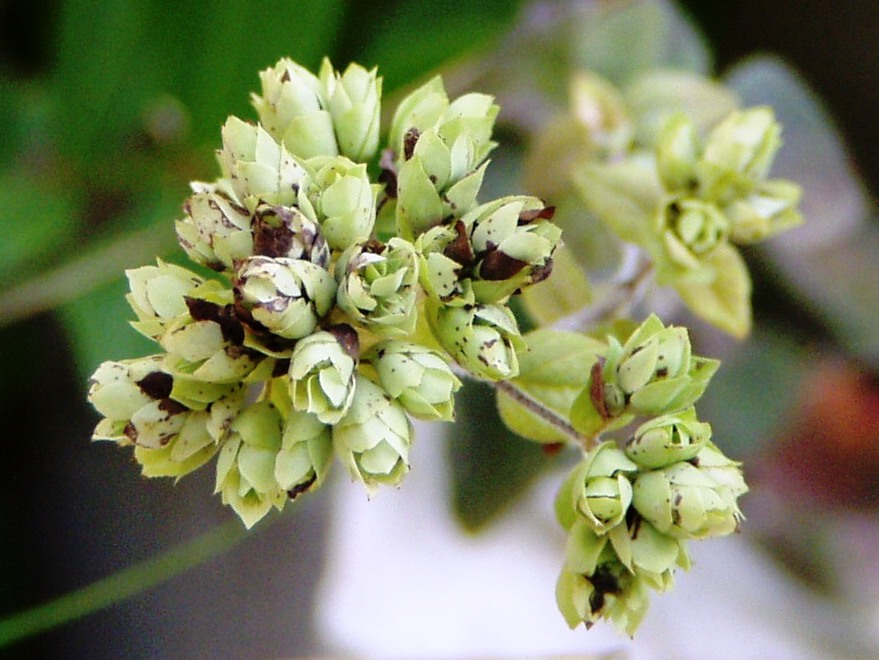
flors seques per la consumició humana
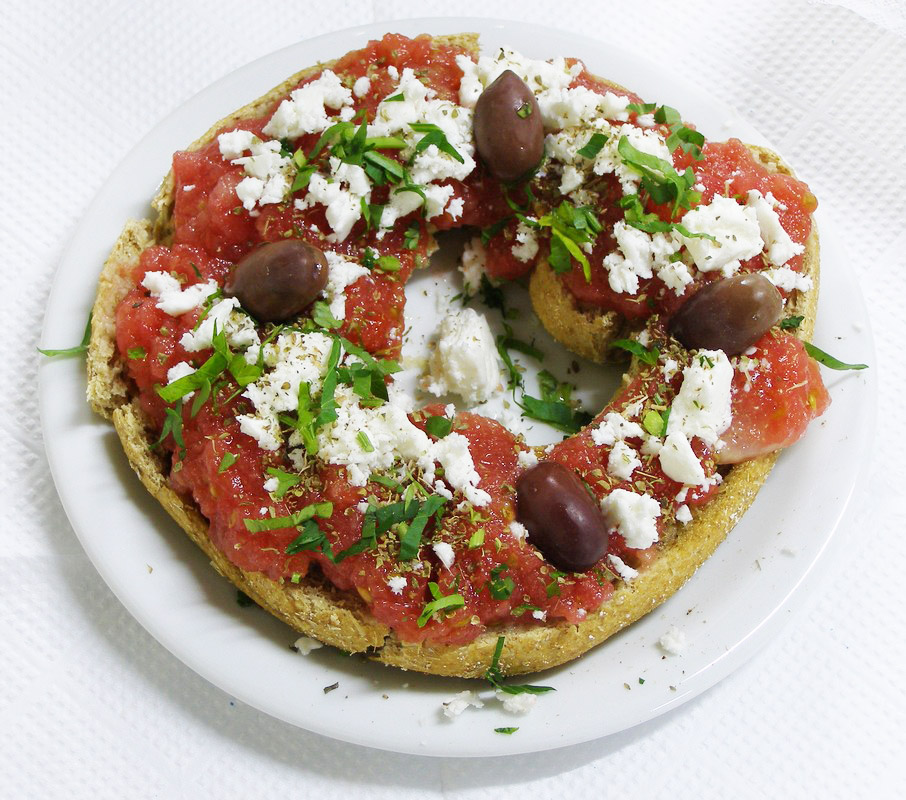
ús gastronòmic de l'orenga
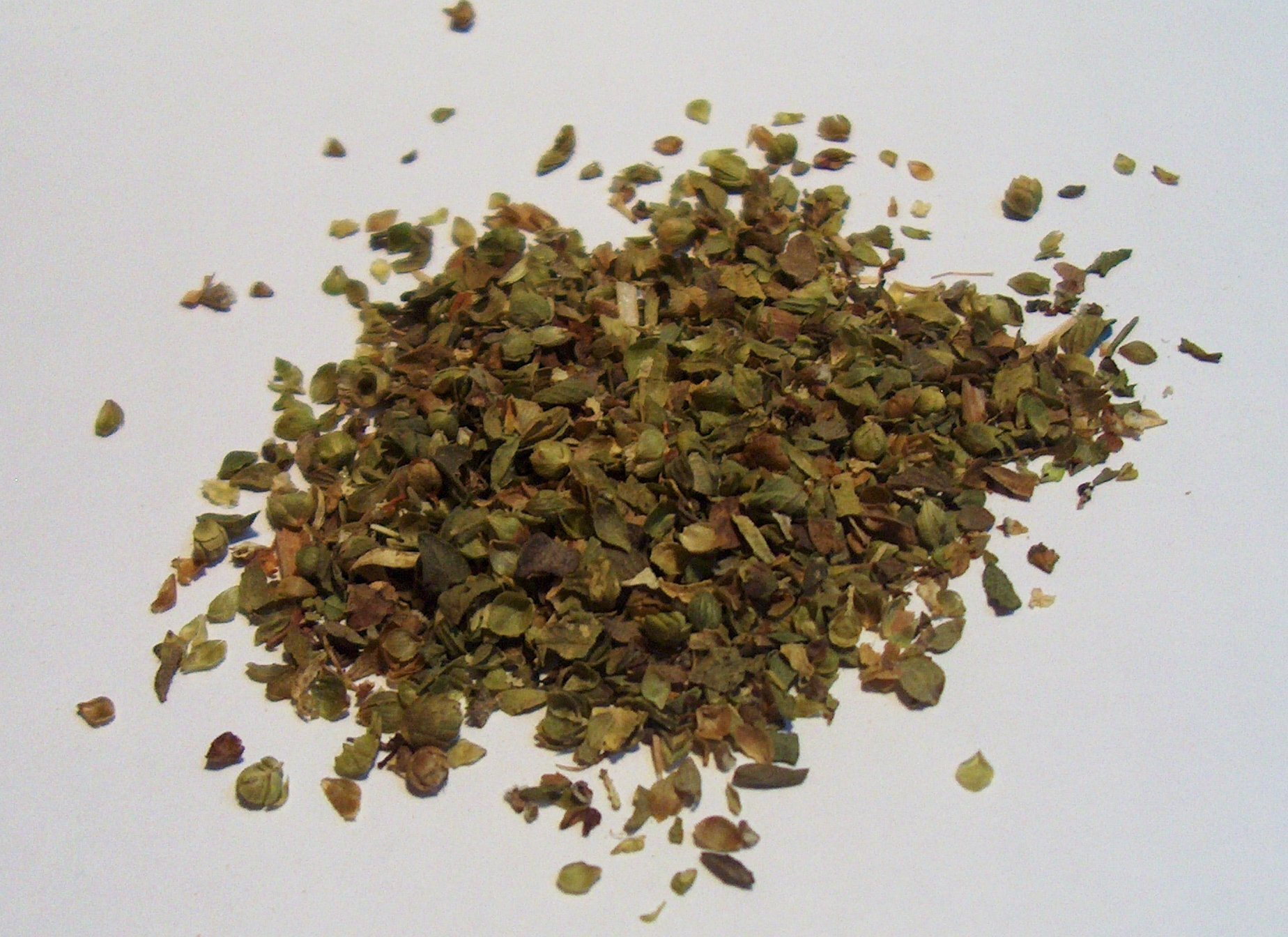
orenga seca